# بحر الرحيق

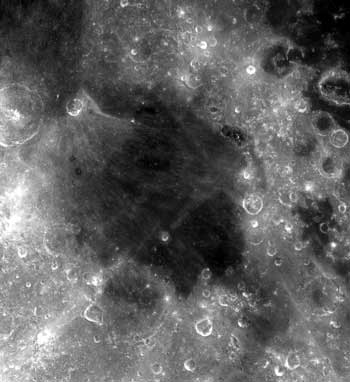
بحر الرحيق

بحر الرحيق  (باللاتينية: Mare Nectaris) هو بحر قمري يقع حنوبي بحر السكون وجنوب غربي بحر الخصوبة. تقدر مساحته بحوالي 84 ألف كيلومتر مربع.